# ITAN
『ITAN』（イタン）は、講談社が発行する2010年に創刊の隔月刊アンソロジーコミック。発売日は偶数月の7日。2018年6月7日発売の44刊目を以て休刊した。

## 概要
2010年6月25日に『BE・LOVE』編集部より、「世界のはじっこを描き出す新しいコミック誌」をコンセプトとする「想像系新雑誌」をキャッチフレーズに創刊。同年3月25日には創刊に先立ち、通巻零号が発行された。「商業誌と同人誌のいいとこどりした、エンターテインメントかつコアな新雑誌」と位置づけられる。誌名は「異端」「畏憚」「異譚」「偉譚」などの意味がこめられており、講談社webサイトでのアンケート投票で決定された。
KCDX（講談社コミックスDX）レーベルより発行されているアンソロジーコミックであり、体裁も通常の単行本と同じく表紙カバーが付いている。しかし掲載作品は基本的に初発表の作品であり、性質的には漫画雑誌に近い。同様の性質を持つ漫画雑誌にJC.COMなどがある。

## 連載作品
- 青空ドロップス（乙ひより）
- 痣使い（こなみ詔子）
- 伊坂家男子s（イシノアヤ）
- 王国の子（びっけ）
- オルガの心臓（雨宮もえ）
- 隠慎一郎の電気的青春（ツナミノユウ）
- 四季（原作：森博嗣、漫画：猫目トーチカ）
- 昭和元禄落語心中（雲田はるこ）
- 親愛なるA嬢へのミステリー（モリエサトシ）
- 聖血の海獣（釣巻和）
- その娘、武蔵（田中相）
- テンペスト（阿仁谷ユイジ）
- 七つのくるり（潮見知佳）
- 2まいめ（アサミジョー）
- 能面女子の花子さん（織田涼）
- 梅鴬撩乱-長州幕末狂騒曲-（会田薫）
- 福耳☆美ブラザーズ（南国ばなな）
- 平安女子部!（夏目ココロ）
- まつるかみ（群青）

## スーパーキャラクターコミック大賞
2009年、新人作家の発掘・育成を目的として創刊に先立って創設された。まんが部門とは別にイラスト部門が設けられ、おおむね半年に1回選考・表彰される。第1回の受賞作品は2010年2月に発表され、「mabatakihasorekara」（田中相）と「へびつかいのそら」（千代多みく郎）が大賞を受賞した。

## KCx ITAN
掲載作品の単行本は2011年7月7日に4タイトルで創刊したB6判の〈KCx ITAN〉レーベルより発行されている。しかし〈KCx ITAN〉という表記は基本的に使われず、〈ITANコミックス〉という通称が用いられる。なお一部作品はA5判のため〈ワイドKC ITAN〉レーベルより発行されている。
この〈KCx〉というレーベル名は、漫画雑誌『ARIA』の単行本レーベルとしても使われている。